# Virginia Thrasher
Virginia Thrasher (Springfield, 28 februari 1997) is een Amerikaans sportschutter. Ze nam eenmaal deel aan de Olympische Spelen en won bij die gelegenheid een medaille.
Op de Olympische Zomerspelen 2016 in Rio de Janeiro was zij de eerste winnaar van een gouden medaille.
In 2015 werd ze reeds nationaal kampioen op de 50-meterbaan.
Oorspronkelijk koos Thrasher voor schaatsen als sport, maar toen ze samen met haar opa ging jagen, kreeg ze interesse voor schieten en daarmee voor de schietsport.
1984: Pat Spurgin ·
1988: Irina Sjilova ·
1992: Yeo Kab-Soon ·
1996: Renata Mauer ·
2000: Nancy Johnson ·
2004: Du Li ·
2008: Kateřina Emmons ·
2012: Yi Siling ·
2016: Virginia Thrasher ·
2020: Yang Qian ·
2024: Ban Hyo-jin